# Alano Corcorúnio
Alano (em latim: Alanus; em armênio/arménio: Աղան; romaniz.: Ałan) foi um nobre armênio (nacarar) do século VI, membro da família Corcorúnio.

## Nome
Alano é a forma latinizada do armênio Ałan (Աղան), que originou-se na palavra siríaca alānā, que significa "governante, padre".

## Vida
A parentela de Alano é desconhecida, exceto que pertencia à família Corcorúnio. Compareceu ao Primeiro Concílio de Dúbio conveniado pelo católico Apovipcenes de Otmus em 505/6.